# 梅克倫堡-施威林的腓特烈
梅克倫堡-施威林的腓特烈（德語：Friedrich zu Mecklenburg-Schwerin，1638年2月13日—1688年4月28日），梅克倫堡公爵阿道夫·腓特烈一世的第五子。

## 家庭
1671年，腓特烈與黑森-洪堡的克莉絲汀·威廉明妮結婚，兩人共有3子1女：
1. 腓特烈·威廉（1675年—1713年）
2. 卡爾·利奧波德（1678年—1747年）
3. 克里斯蒂安·路德維希（1683年—1756年）
4. 索菲·路易絲（1685年—1735年）